# Sergaz
 (février 2018).
Si vous disposez d'ouvrages ou d'articles de référence ou si vous connaissez des sites web de qualité traitant du thème abordé ici, merci de compléter l'article en donnant les références utiles à sa vérifiabilité et en les liant à la section « Notes et références ».
Sergaz est un ancien groupe pétrolier canadien créé en 1971 par André Ducharme. La compagnie fut acquise par Ultramar en 1994. La plupart de ses anciennes stations sont fermées.